# Pływanie na Olimpiadzie Letniej 1906 – 100 m stylem dowolnym
Konkurencja pływacka 100 metrów stylem dowolnym na Olimpiadzie Letniej 1906 w Atenach odbyła się 24-25 kwietnia 1906. Uczestniczyło w niej 17 pływaków z 10 krajów.

## Wyniki

### Półfinały
Do finału awansowało 4 najlepszych zawodników z wyścigu pierwszego oraz 5 najlepszych z drugiego.
Półfinał 1
| Poz. | Zawodnik           | Wynik  | Uwagi        |
| ---- | ------------------ | ------ | ------------ |
| 1.   | Charles Daniels    | 1:17,6 | Q            |
| 2.   | Cecil Healy        | 1:17,8 | Q            |
| 3.   | Rob Derbyshire     |        | Q            |
| 4.   | Robert Andersson   |        | Q            |
| 5.   | Albert Bouguin     |        |              |
| 6.   | Ludvig Dam         |        |              |
| -    | P. Paraskevopoulos | –      | Nie ukończył |

Półfinał 2
| Poz.   | Zawodnik              | Wynik  | Uwagi |
| ------ | --------------------- | ------ | ----- |
| 1.     | Paul Radmilovic       | 1:41,0 | Q     |
| 2.     | Zoltán Halmay         | 1:43,0 | Q     |
| 3.     | Marquard Schwarz      |        | Q     |
| 4.     | Hjalmar Johansson     |        | Q     |
| 5.     | József Ónody          |        | Q     |
| 6.     | Harald Julin          |        |       |
| 7.-10. | Georg Hoffmann        |        |       |
| 7.-10. | Mario Albertini       |        |       |
| 7.-10. | Vasilios Leontopoulos |        |       |
| 7.-10. | Spyridon Tzetzos      |        |       |

### Finał
| Poz. | Zawodnik          | Wynik  |
| ---- | ----------------- | ------ |
| 1.   | Charles Daniels   | 1:13,0 |
| 2.   | Zoltán Halmay     |        |
| 3.   | Cecil Healy       |        |
| 4.   | Paul Radmilovic   |        |
| 5.   | Rob Derbyshire    |        |
| 6.   | József Ónody      |        |
| 7.   | Marquard Schwarz  |        |
| 8.   | Hjalmar Johansson |        |
| 9.   | Robert Andersson  |        |